# 활액
활액(滑液, 영어: synovial fluid 또는 synovia)은 윤활관절의 공동에서 발견되는 점성이 있는 비뉴턴 유체이다. 계란 흰자와 같은 점성을 가진 활액의 주요 역할은 움직이는 동안 윤활관절의 초자연골 사이의 마찰을 줄이는 것이다. 활액은 세포외액의 경세포액 성분의 작은 성분이다.

## 같이 보기
- 관절